# Quintus Junius Blaesus
Quintus Junius Blaesus est un proconsul romain au début du Ier siècle apr. J.-C., oncle maternel de Séjan.

## Biographie
Il est consul suffect en 10 avec pour collègue Servius Cornelius Lentulus Maluginensis.
En 14, il commande les trois légions la VIII Augusta, la IX Hispana et la XV Apollinaris,  qui se révoltent en la Pannonie à la nouvelle de la mort d'Auguste et de l'avènement de Tibère et fait d'inutiles efforts pour arrêter le désordre. 
Nommé proconsul d'Afrique par Tibère, il bat Tacfarinas en 22, reçoit de ses soldats le titre d'Imperator,  titre que les armées victorieuses donnaient à leur commandant et obtient à Rome les honneurs du triomphe. 
Enveloppé dans la disgrâce de Séjan, il se donne la mort en 31.

## Famille
Ses parents nous sont inconnus, on lui connaît cependant une sœur, Junia Blaesa, épouse de Lucius Seius Strabo, donc un fils, le futur Séjan.
D'une épouse au nom inconnu, il a deux fils qui sont tous les deux acculés au suicide en 36.